# Ванкские церкви Пресвятой Богоматери
Ванкский храмовый комплекс или Ванкские церкви Пресвятой Богоматери (арм. Գորիի Սուրբ Աստվածածին եկեղեցական համալիր) — утраченный храмовый ансамбль Армянской апостольской церкви в городе Гори, Грузия. Напротив комплекса находилась католическая церковь.

## Архитектура
Храмовый комплекс состоял из двух церквей — Малой и Большой. Комплекс находился по адресу: ул. Б. Джугашвили 3-5, а Малая была расположена ближе к городской крепости, где были погребены армянские священнослужители. Известно, что в 1920-е настоятелем храма был священник Тер-Егише, дом которого находился рядом с Малой церковью. В ансамбль Ванкских церквей входила и армянская семилетняя школа , существовавшая на пожертвования состоятельных армян.
Храмовый комплекс был разрушен землетрясением 1920 года.